# ماهیچه نزدیک‌کننده شست دست
ماهیچه نزدیک‌کننده شست دست (انگلیسی: Adductor pollicis muscle) وظیفه نزدیک کردن شست دست و قرار دادن شست در مقابل انگشتان دیگر را برعهده دارد. این ماهیچه دو سر دارد، یکی مایل و دیگری عرضی.
خاستگاه سر مایل آن غلاف ماهیچه رادیال تاکننده مچ، رباط مچی پیشین، استخوان بزرگ (capitate)، و پایه‌های استخوان‌های کف دستی دوم و سوم است.
خاستگاه سر عرضی آن جلوی استخوان کف دستی سوم است.
پیوندگاه ماهیچه نزدیک‌کننده شست دست، رویه داخلی پایه (قاعده) بند پروکسیمال شست دست و عصب‌گیری آن از عصب زند پایینی (اولنار) است.

## نگارخانه

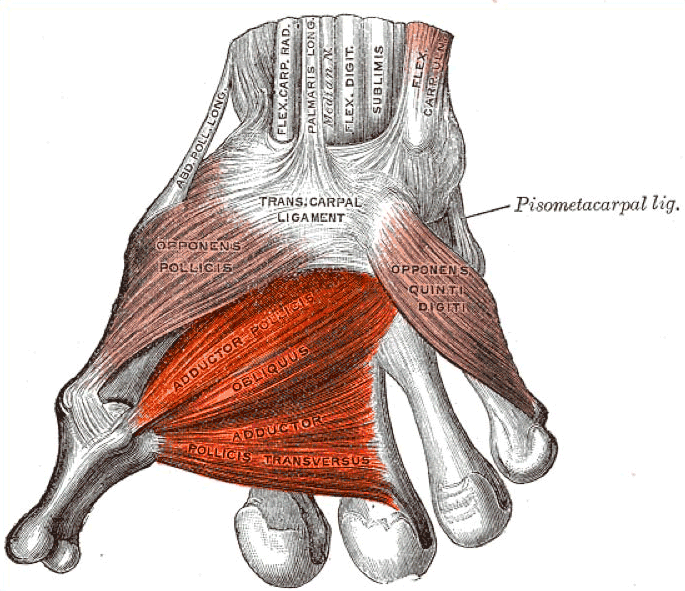
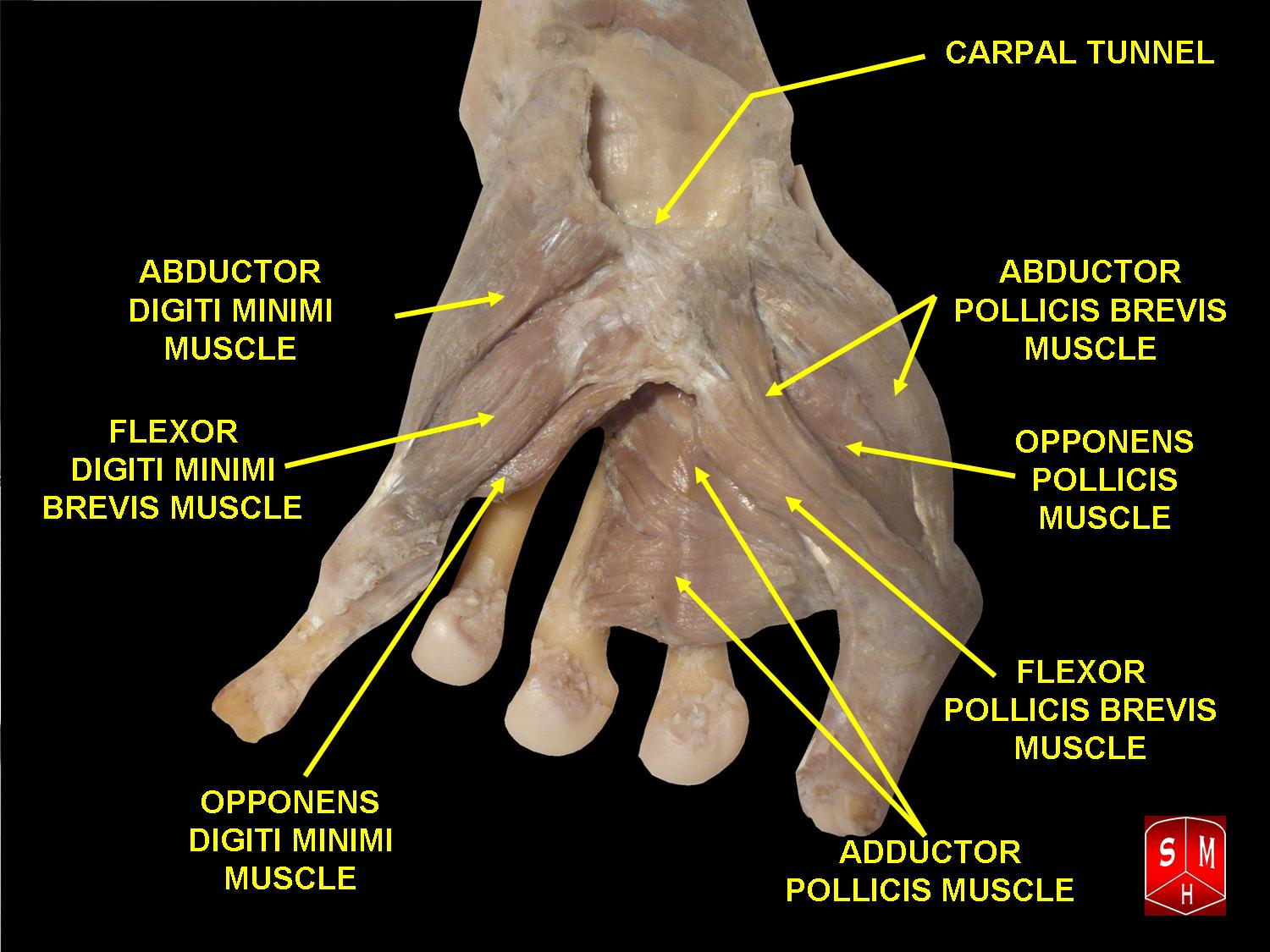
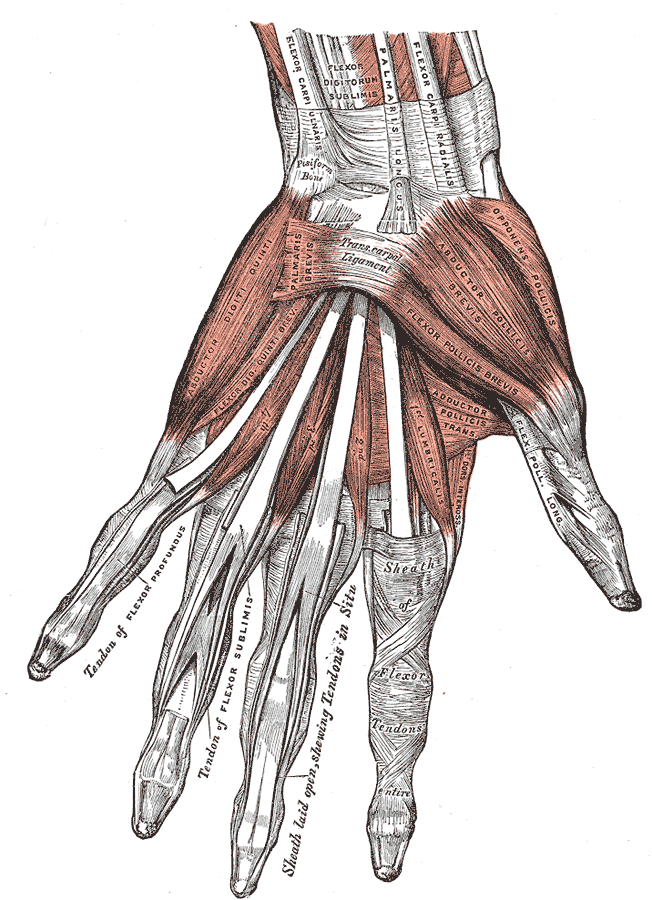
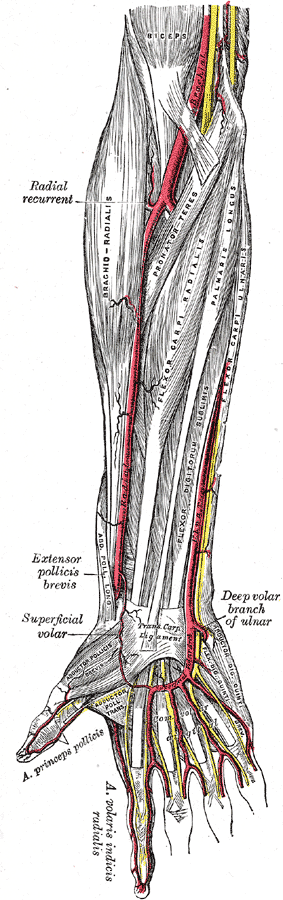
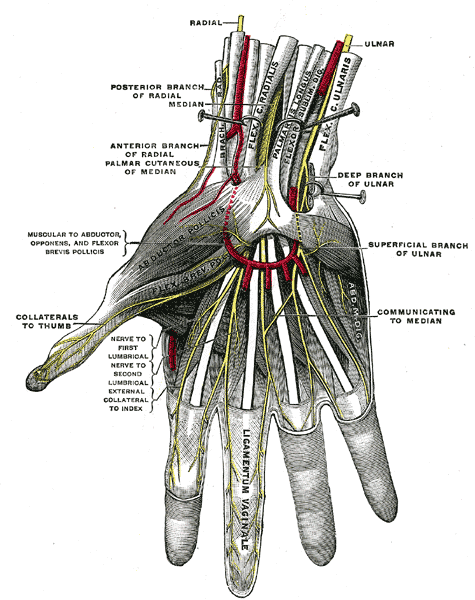
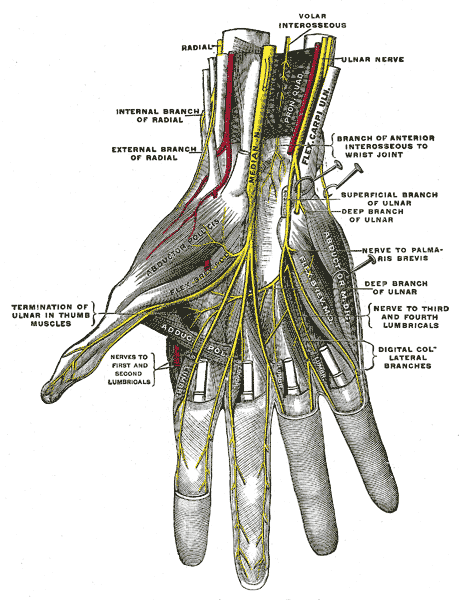
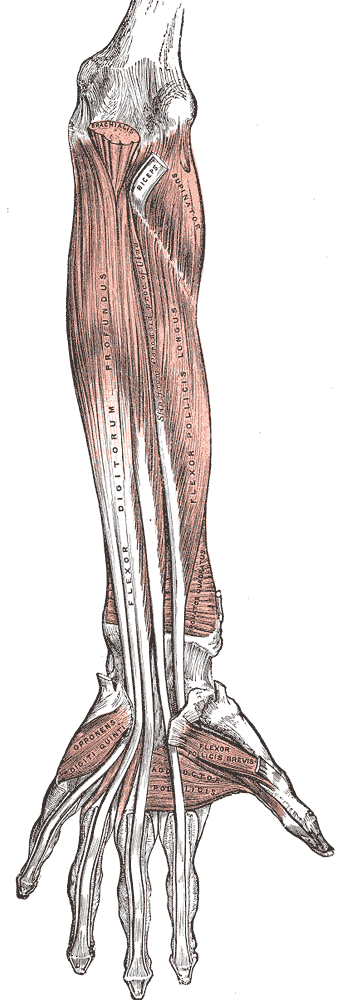
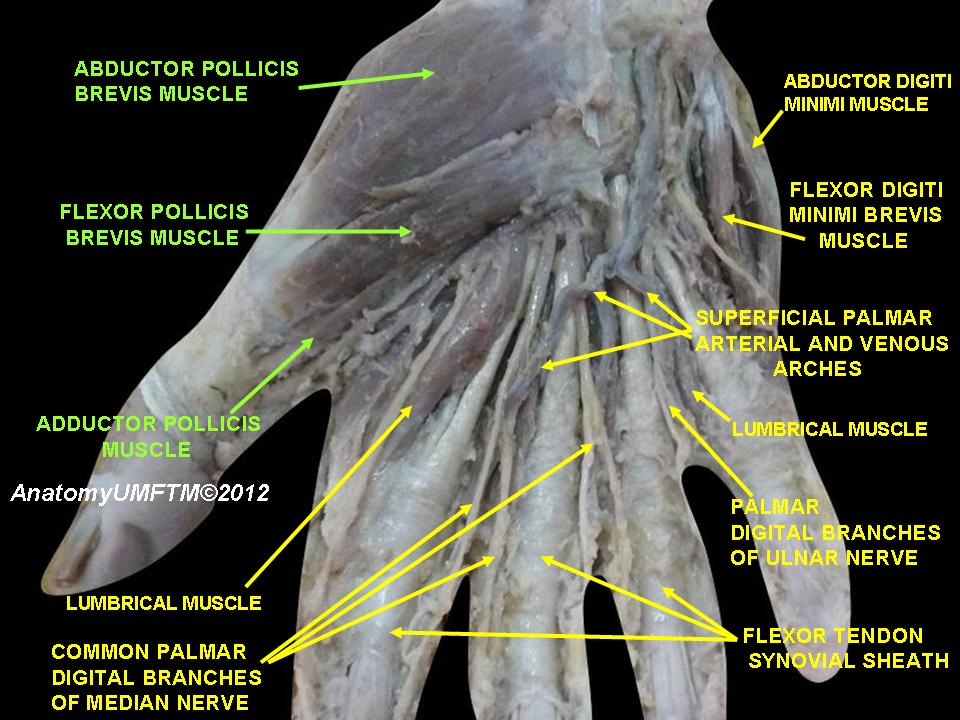
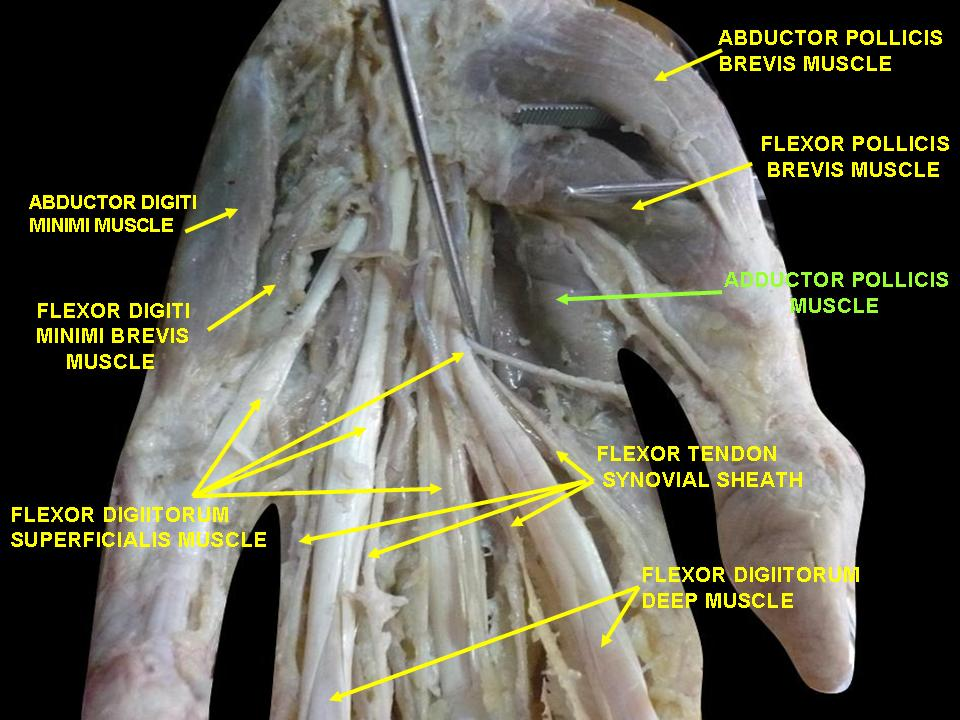
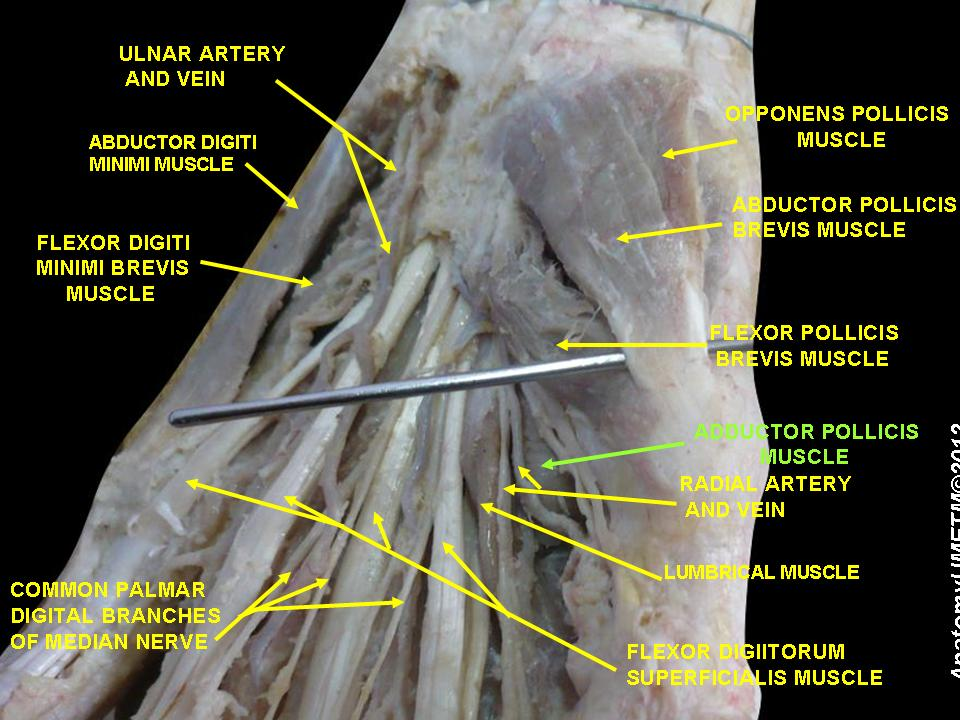
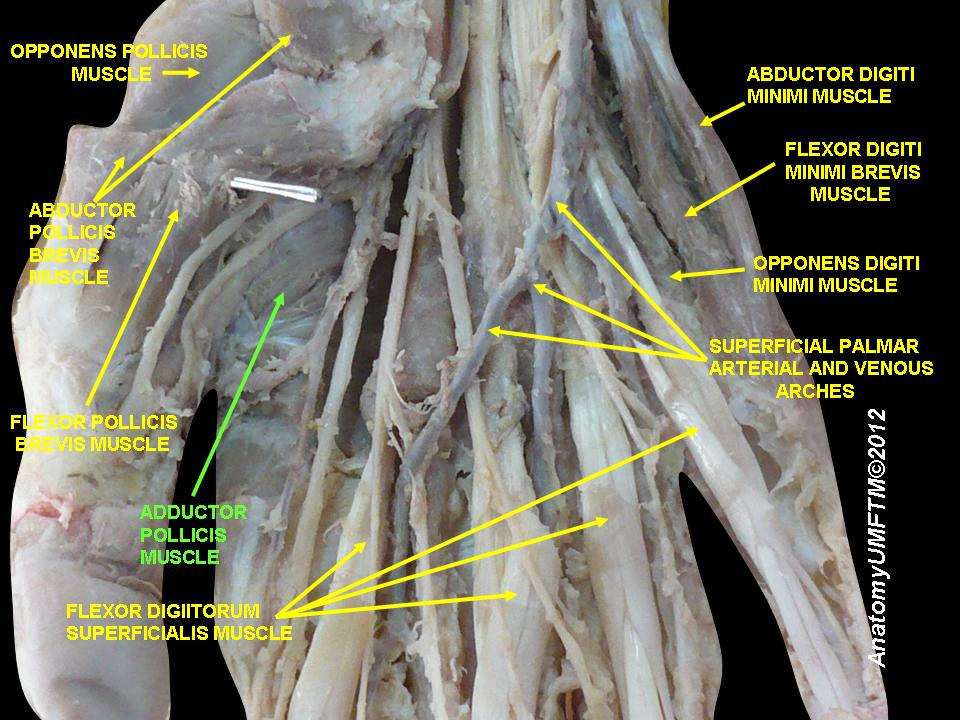
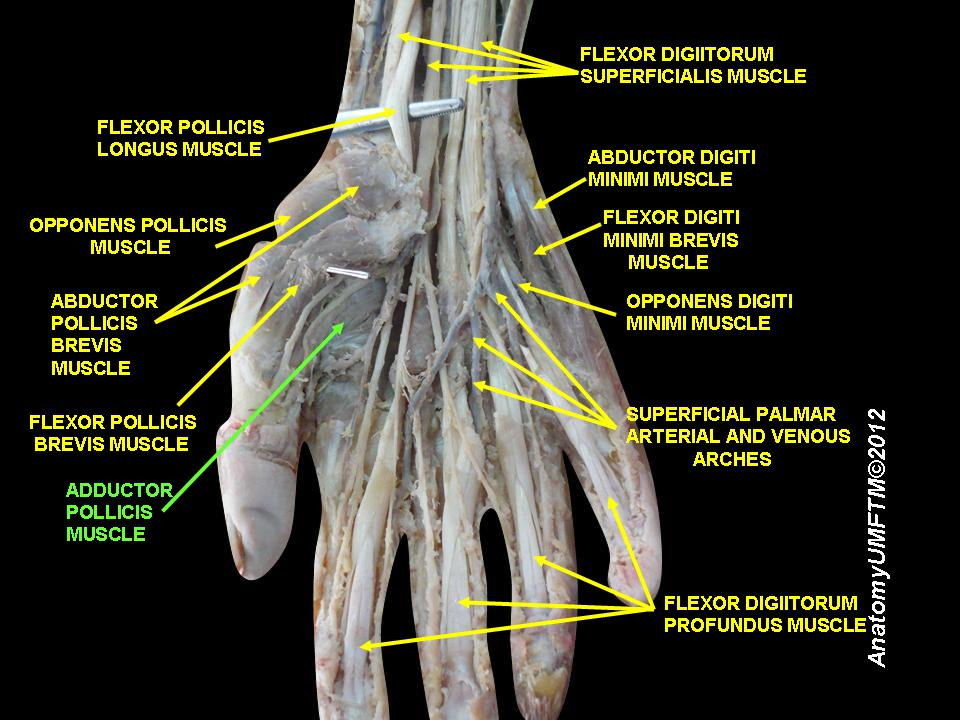